# Pergamski oltar
Pergamski oltar ili Zeusov žrtvenik u Pergamu je žrtvenik podignut u slavu zajedničke pobjede Pergama, Rimljana i Rodosa nad sirijskim vladarom Antiohom III. (189. – 182. pr. Kr.). Žrtvenik je 180. pr. Kr. najvjerojatnije podigao kralj Eumen II. (197. – 159. pr. Kr.) u slavu pobjede njegova oca Atala (220. – 197. pr. Kr.) nad barbarima (Galima) što svjedoči zavjetni natpis sa samog žrtvenika.
Cijeli hram je zapravo pobjeda skulpture nad arhitekturom. Građevina je podređena skulpturalnim ukrasima slobodnih skulptura dotad neviđene pokretljivosti i reljefa dramatičnih situacija borbe bogova i giganata – tzv. Gigantomahija. 

## Reljefi
Friz dug 130 metara najmonumentalnije je reljefno djelo grčke umjetnosti. Pretpostavlja se da mu je autor Menakrat, kojeg Ausonije spominje uz šest ostalih majstora raskošnih građevina. Menakrat se javlja i među imenima umjetnika koja su ostala sačuvana, iako se čini da su to imena obrtnika koji su prema velikom nacrtu izvodili ploče: Dionizijad, Orest i Teret. Bila su uklesana i imena bogova i giganata. Ona olakšavaju razumijevanje čitavog reljefa, jer ga ni obrazovani ljudi stare Grčke ne bi razumjeli bez pojašnjenja.
Lelujavo snažno kretanje neprestano oživljava jednolične borbe koje tako postaju zanimljive. Ono se odvija u razmjerno tijesnom prostoru reljefa koji je vezan za podlogu, ali presijecanje prizora naoko briše granice, a likovi se kreću slobodno i bez muke. U smislu klasičnog reljefa oni potpuno ispunjavaju prostor.
Prizori bitke bogova i giganata su strahovito brutalni i tu ne postoji pomirujuća ljepota s kojom je grčka umjetnost 4. stoljeća prikazivala strahote rata. No na sličan, realističan način vidjeli su neki umjetnici 5. stoljeća prije Krista okrutnost borbi s kentaurima. U borbi s gigantima sigurno se odražavaju borbe Pergamaca s Galima koje su oni shvaćali kao pobjedu kulture nad nekulturom. Isto su tako i Atenjani u 5. stoljeću pr. Kr. prikazivali svoju pobjedu nad Perzijancima kao borbe s kentaurima i amazonkama.
Vlastita mitološka prošlost bila je tema manjeg friza na povišenom odmorištu žrtvenika. Mnogobrojni susjedni prizori u nastavcima pripovijedaju povijest Telefa, sina Herakla i Auge, koji je kao prvi kralj Mizije bio predak pergamskih kraljeva. Telefa je majka ostavila u divljini, gdje ga je hranila divlja životinja, poput Romula i Rema, osnivača Rima, grada s kojim su pergamski kraljevi već zarana uspostavili dobre veze i napokon mu ostavili i kraljevstvo u nasljedstvo (133. pr. Kr.).

## Poveznice
- Umjetnost stare Grčke
- Kiparstvo stare Grčke